# 安田浩一
安田 浩一（やすだ こういち、1964年〈昭和39年〉9月28日 - ）は、日本のジャーナリスト。千葉県在住。非正規雇用、外国人労働者、ヘイトスピーチ、ネット右翼など人権と差別を中心に取材・執筆している。2024年4月、朝日新聞の書評委員に就任。

## 経歴・人物
静岡県生まれ。伊豆半島の温泉地帯に生まれた。父は毎日新聞記者（のち編集委員を経て群馬松嶺福祉短期大学教授）の安田陸男（みちお）。自著「学校では教えてくれない差別と排除の話 」の中で自分は高卒であると述べている。
元『労働情報』（発行：協同センター・労働情報）編集委員（2020年休刊）。日本経済新聞など様々な新聞社、出版社の記者を経て『週刊宝石』（光文社）の記者だった1999年（平成11年）前後に、同誌にて創価学会の批判記事を書いていた。『サンデー毎日』時代は名誉毀損で訴えられ、証言台に立った。風俗記事のライターをしていた時期もある。
2001年（平成13年）よりフリージャーナリストとして活動。労働問題を中心に『労働情報』、『週刊民主的社会主義運動新聞（MDS新聞）』などで執筆する。ジャーナリストとしては佐野眞一を「師匠」と呼び、『あんぽん』『別海から来た女』『甘粕正彦　乱心の曠野』、週刊ポスト連載『化城の人』では取材スタッフとして協力している。動労千葉と韓国労働組合総連盟を連帯させ情報が交換できるサイト、レイバーネット設立の発起人となる。
2012年（平成24年）、『ネットと愛国：在特会の「闇」を追いかけて』により日本ジャーナリスト会議賞、および第34回講談社ノンフィクション賞受賞。2015年（平成27年）4月7日、『ルポ　外国人「隷属」労働者』（G2 vol.17）で第46回大宅壮一ノンフィクション賞雑誌部門受賞。2024年、『地震と虐殺：1923 - 2024』で第78回毎日出版文化賞特別賞を受賞した。
2013年（平成25年）3月14日、民主党の有田芳生が開催した、新大久保などでの「嫌韓デモ」に抗議する集会に参加し、基調報告などを行った。その後、辛淑玉らが共同代表を務めるのりこえねっとで「のりこえねっとTV」のキャスターを務めた。
2022年4月から2024年3月まで、朝日新聞書評面の「文庫この新刊」欄でノンフィクション作品を担当した。同年4月からは書評委員を務めている。
C.R.A.C.の野間易通と共同でキャスターを務めるYouTube番組「No Hate TV」を、毎週木曜日に放送している。

### 影響を受けた作品
藤井誠二との対談インタビューでは、影響を受けた10作品として以下を挙げた。
- 大江志乃夫『凩の時』筑摩書房、1985年。
- 小林峻一・鈴木隆一『日本共産党スパイM：謀略の極限を生きた男』徳間書店、1980年。
- 松下竜一『砦に拠る』筑摩書房、1977年。
- 毎日新聞社会部『破滅――梅川昭美の三十年』晩聲社、1979年。
- 佐野眞一『甘粕正彦――乱心の曠野』新潮社、2008年。
- 洪世和『コレアン・ドライバーは、パリで眠らない』（米津篤八訳）みすず書房、1997年。
- 関川夏央『ソウルの練習問題：異文化への透視ノート』情報センター出版局、1984年。
- 本田靖春『私戦』潮出版社、1978年。
- 山口百恵『蒼い時』集英社、1980年。
- 鎌田慧『自動車絶望工場：ある季節工の日記』現代史出版会、1973年。

## 主張

### 労組関連
- 日本労働党の機関紙・労働新聞紙上で、全日建連帯労組の活動に関して、業界全体に目を向ける同労組が「労働組合と中小企業の団結」を恐れる大資本の恨みを買っていると推測したうえで、労働運動を「社会運動」と位置付け、日本国民の命を守るために戦争に反対するべきであり自由放任主義に抵抗するべきであると主張した。その上で、大企業の枠から出ることが少なくなりつつある労働組合が多い中、反戦運動に取り組む同労組を「顔」の見える運動として評価する持論を展開した[20]。
- 2008年（平成20年）5月30日、「中西判決糾弾!葛西（JR東海会長）よ、すべて白状しろ!5・30国鉄闘争勝利東部集会」での講演において、「日本国有鉄道の分割民営化に尽力したJR東海会長・葛西敬之の分割民営化の狙いは、葛西敬之の著作から労働運動を潰すことが主だったと推測。また、第1次安倍内閣で葛西敬之は憲法改正を中心とする右翼国家主義的体制つくりを推進、葛西敬之の主張は国益を優先させ、集団的自衛権の発動を実現するために憲法改正をというものだと推測、葛西敬之は安倍晋三を支える経営者委員会である四季の会（会長）を組織、桜会と共に安倍晋三を支え、安倍晋三が組織した集団的自衛権を考える懇談会のメンバーであり、国家公安委員であり、新しい歴史教科書をつくる会のメンバーでもあった」と発言している[21][22][23][24]。
- 「尼崎事故、羽越線事故の背景にあるのは、建築基準問題と同様に民営化、規制緩和、そして合理化と企業風土の問題だ。皆さんのような闘う労働者がいる限り共に闘っていきたい」と主張した [25]。

### その他
- 2005年（平成17年）、強制連行・企業責任追及裁判全国ネットワークなどの諸団体・グループが参加する「過去を克服し共生のアジアを!日本の課題」にフォーラムにおいて、「既成の右翼や国粋主義者ではなく、姿や形の見えないぬえのようなナショナリズムの動きが危険。外国人や労働組合、公務員が攻撃の標的になっており、それが素朴な若者にうけている。シンプルな極論こそ胸に響くというのはオカルト宗教と同じだ。そういう人たちに何をどう働きかけるかが課題」と指摘した[26]。
- 2008年（平成20年）、女たちの戦争と平和資料館館長の西野瑠美子らが主催する反靖国共同行動[27] に参加。シンポジウムで「戦争の道具としてヤスクニが機能していることをどう発信していくかが問われている」と発言した[28][29]。
- 2008年（平成20年）8月10日、高橋哲哉 、元総理の韓明淑、中島岳志 と供に「靖国」の合祀取り下げ集会に参加し、「ネット右翼と呼ばれる人たちは、組織に属していない弱者。社会から受益の機会を得ていない人、企業から承認されない人々だ」「ファシズムに共感する空気は、仕事がないという絶望から生まれてきた」と発言した[30]。
- 2009年（平成21年）4月28日にレイバーネットに掲載された記事において、栃木警官発砲事件は、「明らかに警察側に非がある」と述べている[31]。
- 2013年（平成25年）6月3日、韓国で講演を行った際、韓国で問題になっているイルベについて「『イルベ』は少数の偏った人の集団とみることもできるが、多くの韓国人の本心が表れているとみることもできる」と述べた。在特会については「イルベと非常に似ている」、「保守でも右翼でも民族主義者でもない、ただの人種差別主義者、排外主義者」と話したという[32]。
- 2014年（平成26年）7月14日、野口健が「韓国訪問の時にタクシーに乗っていたら運転手に『日本人か？』といわれ、『そうだ』と答えたら『車から下りろ』と」という差別体験をつぶやいたツイート[33] に対して、「相当にウソくさいな」と捏造を疑うツイートを投稿した[34]。

## 活動

### 労組関連
- 中核派の影響下にある国鉄千葉動力車労働組合の機関誌『勤労千葉』によると、2006年（平成18年）4月24日、尼崎事故一周年 反合・運転保安闘争勝利!国鉄1047名解雇撤回!憲法改悪阻止!民営化・規制緩和と闘う4・24労働者総決起集会に「JR福知山線脱線事故」の報告者として参加。労働組合との共闘を訴えた[25]。2012年（平成24年）から、国鉄千葉動力車労働組合の動労千葉・鉄建公団訴訟、解雇撤回・JR復帰の判決を求めるための東京高等裁判所あて署名運動の呼びかけ人を続けている[35][36]。
- 日本革命的共産主義者同盟 (JRCL) の機関誌『週刊かけはし』によると、「私は『革命は希望だ』と言いたいが右の言論は勢いがある。攻撃対象が中国、韓国、朝日新聞、TBS、女性など具体的だ。これに比べて左は平和・民主主義のように抽象的で保守する言論だ。社会の公共サービス から排除された非正規労働者はやりばのない怒りを持っている。どこに向けていいのか見えない。インターネット掲示板で発散する。自分探しの旅はナショナリズムにしかいかない。外国人労働者は仕事を奪う存在でしかない。追い出したいという考えは説得力、リアリズムを持ち魅力的に思ってしまう。ナショナリズムが近隣の国からどう見られているか考えない。この問題は雇用の問題に行き着く。右と左の取り合いになっている。ファシズムは雇用不安が背景にあった」などの発言を行った[37]。

## 発言
- 「ネトウヨの活動の動機でもある『在日特権』はもはや都市伝説レベルである」と述べている[38]。
- 「差別を許さないネットワークの構築を目指す東京集会」の講演において、「在特会らのデマや暴力を煽動する街宣活動を放置したことが、在特会の活動を助長させてきた」と述べている[39]。
- デマを真に受ける仲間を見て「アホらしくなった」から在特会を辞めた元幹部を紹介したと述べている[40]。
- 生活保護の予算は約3兆円で受給者の98%が日本人にも関わらず「年間2兆3千億円が在日朝鮮人の生活保護費に使われている」と書かれたインターネット上で出回っているビラを示し、「こんなデマでもネットに載ると事実だと思い込む人が増えている」と述べている[41]。
- 朝鮮進駐軍は真っ赤なデマであると述べている[42]。
- 取材時の軋轢で敵対関係の生じた差別主義を標榜する桜井誠について、安田は自著で「福岡でも名古屋でも自分は悪いことはしていない、事実であれば被害届を出してほしい旨を講談社を通じて再三要求しているにもかかわらず「個別の法的対応」はなかった」と述べている[43]。

## 評価
在日本大韓民国民団（民団）の機関紙『民団新聞』（2014年8月15日付）は、安田の著書『ヘイトスピーチとネット右翼』と『ネットと愛国』などを「読んでみよう」と紹介している。

## 著書

### 単著
- 『告発！逮捕劇の深層：生コン中小企業運動の新たな挑戦』アットワークス、2005年10月。ISBN 4-939042-16-2。
- 『JRのレールが危ない』金曜日、2006年4月。ISBN 4-906605-12-5。
- 『JALの翼が危ない』金曜日、2006年11月。ISBN 4-906605-21-4。
- 『外国人研修生殺人事件』七つ森書館、2007年2月。ISBN 978-4-8228-0738-2。
- 『ルポ　差別と貧困の外国人労働者』光文社〈光文社新書 465〉、2010年6月。ISBN 978-4-334-03568-6。
  - 『ルポ　差別と貧困の外国人労働者』光文社〈光文社未来ライブラリー〉、2023年。ISBN　978-4-334-77067-9
- 『ネットと愛国：在特会の「闇」を追いかけて』講談社〈g2 book〉、2012年4月17日。ISBN 978-4-06-217112-0。
  - 『ネットと愛国』講談社〈講談社+α文庫 G264-1〉、2015年11月。ISBN 978-4-06-281632-8。 - 2012年刊の加筆・修正。
- 『レイシズムと安倍政権：なぜ隣人を「憎む」のか』安田浩一 述、研究所テオリア〈国連・憲法問題研究会講座報告 第57集〉、2014年5月。
- 『ヘイトスピーチ：「愛国者」たちの憎悪と暴力』文藝春秋〈文春新書1027〉、2015年5月20日。ISBN 978-4-16-661027-3。
- 『ネット私刑（リンチ）』扶桑社〈扶桑社新書 186〉、2015年7月。ISBN 978-4-594-07292-6。
- 『沖縄の新聞は本当に「偏向」しているのか』朝日新聞出版、2016年。ISBN　978-4-02-251339-7
  - 『沖縄の新聞は本当に「偏向」しているのか』朝日文庫、2021年。ISBN　978-4-02-262028-6
- 『学校では教えてくれない差別と排除の話』皓星社、2017年。ISBN　978-4-7744-0641-1
- 『「右翼」の戦後史』講談社現代新書、2018年。ISBN　978-4-06-288429-7
- 『団地と移民：課題最先端「空間」の闘い』KADOKAWA、2019年。ISBN　978-4-04-101388-5
  - 『団地と移民：課題最先端「空間」の闘い』角川新書、2022年。ISBN　978-4-04-082409-3
- 『愛国という名の亡国』河出書房新社〈河出新書〉、2019年。　ISBN　978-4-309-63108-0
- 『なぜ市民は“座り込む”のか：基地の島・沖縄の実像、戦争の記憶』朝日新聞出版、2023年。ISBN　978-4-02-251900-9
- 『地震と虐殺 1923-2024』中央公論新社、2024年6月19日。ISBN 978-4-12-005686-4。

### 共著
- 斎藤貴男「「国鉄問題」がもたらしたもの」『みんなで一緒に「貧しく」なろう：斎藤貴男対談集』かもがわ出版〈かもがわCブックス 6〉、2006年5月。ISBN 4-7803-0034-7。
- 斎藤貴男共著『肩書きだけの管理職：マクドナルド化する労働』旬報社〈シリーズ労働破壊 3〉、2007年12月。ISBN 978-4-8451-1043-8。
- 「外国人労働者問題とこれからの日本」編集委員会 編『〈研修生〉という名の奴隷労働：外国人労働者問題とこれからの日本』花伝社(発行)・共栄書房(発売)、2009年2月。ISBN 978-4-7634-0537-1。 - 収録：安田浩一 述「〈講演〉外国人研修・技能実習制度は現代の奴隷制度」。
- アスキー新書編集部 編「Report ："非正規切り"現場から聞こえる慟哭の声」『雇用崩壊』アスキー・メディアワークス(発行)・角川グループパブリッシング(発売)〈アスキー新書 106〉、2009年4月。ISBN 978-4-04-867830-8。
- 山本一郎、中川淳一郎共著『ネット右翼の矛盾：憂国が招く「亡国」』宝島社〈宝島社新書 372〉、2013年1月26日。ISBN 978-4-8002-0470-7。
- 朴順梨 共著『韓国のホンネ：市井の若者から、“韓国ネトウヨ”まで』竹書房〈竹書房新書 006〉、2013年2月28日。ISBN 978-4-8124-9405-9。
- 木村元彦、園子温 共著「第4部 日中韓のネトウヨは同じ夢を見るか?」『取扱注意! ナショナリズムの誘惑』ころから、2013年6月。ISBN 978-4-907239-02-2。
- 津田大介、香山リカ ほか『安倍政権のネット戦略』創出版〈創出版新書〉、2013年7月。ISBN 978-4-904795-25-5。
- 安田浩一、岩田温・古谷経衡・森鷹久 共著『ヘイトスピーチとネット右翼』オークラ出版、2013年11月4日。ISBN 978-4-7755-2067-3。
- 大鹿靖明 編著「タブーに果敢に挑んでこその週刊誌ジャーナリズム」『ジャーナリズムの現場から』講談社〈講談社現代新書 2276〉、2014年8月。ISBN 978-4-06-288276-7。 - 文献あり。
- 韓国民団中央本部 編「ヘイト・スピーチを駆り立てる「在日特権」の正体」『ヘイト・スピーチ〈差別煽動表現〉を許してはいけない』有田芳生・師岡康子・金展克 共著、新幹社、2014年9月。ISBN 978-4-88400-107-0。
- 金尚均 編「新保守運動とヘイト・スピーチ」『ヘイト・スピーチの法的研究 ＝ Legal Study of Hate Speech』森千香子・中村一成・遠藤比呂通ほか執筆、法律文化社、2014年9月。ISBN 978-4-589-03618-6。
- 浅野健一ゼミin西宮 編著『冤罪とジャーナリズムの危機：浅野健一ゼミ in 西宮報告集』鹿砦社、2015年8月。ISBN 978-4-8463-1069-1。
- 東洋英和女学院大学メディア・コミュニケーション研究所 編「ネット拡散のナショナリズム」『ネット空間を変えるモバイル社会』春風社〈東洋英和女学院大学社会科学研究叢書 2〉、2015年3月。ISBN 978-4-86110-444-2。
- 文藝春秋 編「自由からの逃走 エーリッヒ・フロム」『「反知性主義」に陥らないための必読書70冊』文藝春秋、2015年10月。ISBN 978-4-16-390353-8。
- のりこえねっと 編「サッカーと愛国とレイシズム」『NOヘイト! カウンターでいこう!』七つ森書館〈のりこえブックス〉、2015年11月。ISBN 978-4-8228-1545-5。
- 『ストライキしたら逮捕されまくったけどそれってどうなの〈労働組合なのに…〉』連帯ユニオン編、旬報社、2019年。ISBN　978-4-8451-1561-7
- 『歪む社会：歴史修正主義の台頭と虚妄の愛国に抗う』倉橋耕平共著、論創社、2019年。ISBN　978-4-8460-1791-0
- 『これが民主主義か？ 辺野古新基地に“NO”の理由』新垣毅・稲嶺進・高里鈴代ほか共著、影書房、2021年。ISBN　978-4-87714-487-6
- 『引き継がれる安倍政治の負の遺産』北野隆一・殷勇基共著、社会評論社〈日韓記者・市民セミナーブックレット〉、2021年。ISBN　978-4-7845-1149-5
- 『この国を覆う憎悪と嘲笑の濁流の正体』青木理共著、講談社〈講談社+α新書〉、2021年。ISBN　978-4-06-523567-6
- 『戦争とバスタオル』金井真紀共著、亜紀書房、2021年。ISBN　978-4-7505-1710-0
- 『沖縄の新聞記者：沖縄発記者コラム』琉球新報社共編著、高文研、2022年。ISBN　978-4-87498-794-0
- 『外国人差別の現場』安田菜津紀共著、朝日新聞出版〈朝日新書〉、2022年。ISBN　978-4-02-295174-8

### 記事
- 「闘いなくして安全なし!」、国鉄千葉動力車労働組合、2010年12月4日。
- 「徹底取材「在特会（在日特権を許さない市民の会）」の正体――いまや日本社会で最もやっかいな存在「ネット右翼」とは何者か」『g2』vol,6、講談社、2010年12月4日、ISBN 978-4-06-284356-0。
- 「ネット右翼に対する宣戦布告――話題騒然・「在特会」桜井誠会長の正体の続編」『g2』vol,7、講談社、2011年4月15日、ISBN 978-4-06-284357-7。
- 「生活保護『受給者バッシング』の正体」『g2』vol,11、講談社、2012年9月20日。
- 「外国人「隷属」労働者」『G2』vol,17、講談社、2014年9月、ISBN 978-4-06-284367-6。
- “自著を語る　憎悪と不寛容の気分に満ちた日本へ”.  本の話WEB (2015年5月27日). 2016年2月7日閲覧。
- “自著を語る　憎悪と不寛容の気分に満ちた日本へ”. 属性だけで人を孤立させ、偏見を拡散させる.  本の話WEB (2015年5月27日). 2016年2月7日閲覧。

## 出演
- No Hate TV（YouTube、毎週木曜日）
- デモクラシータイムス（YouTube、不定期）
- ポリタスTV（YouTube、不定期）
- ABEMA Prime（ABEMA、不定期）

## 関連文献
- と学会 著 編「第2章 右翼・左翼・任侠・人権問題等を扱ったトンデモ作品（ネットでも右翼でもない「ネット右翼」とは?『ネットと愛国』（安田浩一）ほか）」『タブーすぎるトンデモ本の世界』サイゾー、2013年8月。ISBN 978-4-904209-30-1。